# CONCACAF-kampioenschap voetbal onder 21 - 2005
Het CONCACAF kwalificatietoernooi van 2005 en wordt ook wel de 20e editie van het CONCACAF-kampioenschap voetbal onder 21 genoemd, een CONCACAF-toernooi voor nationale ploegen van spelers onder de 21 jaar. Het was een kwalificatietoernooi, verdeeld over 2 poules, waarbij de winnaar en nummer twee zich kwalificeren voor het wereldkampioenschap voetbal onder 20 van 2005.
Groep A werd gespeeld in de Verenigde Staten. De twee landen die zich kwalificeerden waren de Verenigde Staten en Panama. Groep B werd gespeeld in Honduras. Canada en Honduras kwalificeerden zich.

## Kwalificatie
De Noord-Amerikaanse landen hoefden geen kwalificatie te spelen, Mexico en Canada waren automatisch gekwalificeerd voor de finaleronde. De Verenigde Staten en Honduras waren ook automatisch gekwalificeerd, omdat zij gastland waren. De kwalificatie bestond uit een gedeelte voor de Caraïbische landen en een deel voor de Centraal-Amerikaanse landen. Uit beide delen mogen 2 landen zich kwalificeren voor het finaletoernooi, Het Caraïbische gedeelte werd in 3 rondes afgewerkt. Het Centraal-Amerikaanse gedeelte werd afgewerkt in 1 ronde.

### Caraïbische zone
In de Caraïbische zone werden 3 rondes gespeeld, een voorronde, groepsfase en een finaleronde. De voorronde werd gespeeld tussen 3 juli en 31 juli 2005. In deze ronde spelen de aan elkaar gekoppelde landen 2 wedstrijden (uit en thuis), de winnaar kwalificeert zich voor de groepsfase. In de groepsfase worden de landen verdeeld over 4 groepen. Ieder land speelt een keer tegen elkaar, de winnaar kwalificeert zich voor de finaleronde. De 2 winnaars van de finaleronde kwalificeren zich voor het hoofdtoernooi.
| Voorronde    | Voorronde | Voorronde                   | Voorronde    | Voorronde    |
| Team 1       | Totaal    | Team 2                      | 1e wedstrijd | 2e wedstrijd |
| ------------ | --------- | --------------------------- | ------------ | ------------ |
| Suriname     | 3–4       | Aruba                       | 3–2          | 0–2          |
| Sint-Maarten | 5–4       | Amerikaanse Maagdeneilanden | 2–1          | 3–3          |
| Dominica     | 1–3       | Saint Kitts en Nevis        | 0–1          | 1–2          |

| Pos. | Land               | Ptn. |
| ---- | ------------------ | ---- |
| 1    | Trinidad en Tobago | 7    |
| 2    | Grenada            | 4    |
| 3    | Barbados           | 3    |
| 4    | Guyana             | 3    |

| Pos. | Land               | Ptn. |
| ---- | ------------------ | ---- |
| 1    | Jamaica            | 9    |
| 2    | Saint Lucia        | 6    |
| 3    | Bermuda            | 3    |
| 4    | Antigua en Barbuda | 0    |

| Pos. | Land                           | Ptn. |
| ---- | ------------------------------ | ---- |
| 1    | Haïti                          | 9    |
| 2    | Nederlandse Antillen           | 4    |
| 3    | Saint Vincent en de Grenadines | 3    |
| 4    | Aruba                          | 1    |

| Pos. | Land                   | Ptn. |
| ---- | ---------------------- | ---- |
| 1    | Cuba                   | 6    |
| 2    | Dominicaanse Republiek | 1    |
| 3    | Saint Kitts en Nevis   | 1    |
| –    | Sint-Maarten           | –    |

| Finaleronde        | Finaleronde | Finaleronde | Finaleronde  | Finaleronde  |
| Team 1             | Totaal      | Team 2      | 1e wedstrijd | 2e wedstrijd |
| ------------------ | ----------- | ----------- | ------------ | ------------ |
| Trinidad en Tobago | 6–5         | Cuba        | 3–2          | 3–3          |
| Jamaica            | 7–0         | Haïti       | 4–0          | 3–0          |

### Centraal-Amerikaanse zone
Gespeeld tussen 16 en 24 oktober 2004.
| Pos. | Land        | GW             | W              | G              | V              | DV             | DT             | +/−            | Ptn.           |
| ---- | ----------- | -------------- | -------------- | -------------- | -------------- | -------------- | -------------- | -------------- | -------------- |
| 1    | Costa Rica  | 4              | 3              | 1              | 0              | 9              | 2              | +7             | 10             |
| 2    | Panama      | 4              | 3              | 1              | 0              | 6              | 1              | +5             | 10             |
| 3    | El Salvador | 4              | 2              | 0              | 2              | 9              | 6              | +3             | 6              |
| 4    | Guatemala   | 4              | 1              | 0              | 3              | 6              | 13             | –7             | 3              |
| 5    | Nicaragua   | 4              | 0              | 0              | 4              | 3              | 11             | –8             | 0              |
| 6    | Belize      | teruggetrokken | teruggetrokken | teruggetrokken | teruggetrokken | teruggetrokken | teruggetrokken | teruggetrokken | teruggetrokken |

1. ↑  Saint Martin trok zich terug.
2. ↑  Haïti trok zich na 1 wedstrijd terug. De uitslag werd bepaald op 3–0.

## Groep A
Legenda
| Pos. | Land               | GW | W | G | V | DV | DT | +/− | Ptn. |
| ---- | ------------------ | -- | - | - | - | -- | -- | --- | ---- |
| 1    | Verenigde Staten   | 3  | 3 | 0 | 0 | 10 | 1  | +9  | 9    |
| 2    | Panama             | 3  | 1 | 1 | 1 | 4  | 4  | 0   | 4    |
| 3    | Costa Rica         | 3  | 1 | 1 | 1 | 3  | 4  | –1  | 4    |
| 4    | Trinidad en Tobago | 3  | 0 | 0 | 3 | 3  | 11 | –8  | 0    |

|                 |             |       |         |                                                      |
| 12 januari 2005 | Costa Rica  | 1 – 1 | Panama  | Dignity Health Sports Park, Carson Toeschouwers: 500 |
| 12 januari 2005 | Cordero 54' |       | Gun 76' | Dignity Health Sports Park, Carson Toeschouwers: 500 |

|                 |                                                   |       |                    |                                                        |
| 12 januari 2005 | Verenigde Staten                                  | 6 – 1 | Trinidad en Tobago | Dignity Health Sports Park, Carson Toeschouwers: 1.718 |
| 12 januari 2005 | Gaven 1' 9' 25' Adu 7' (pen.) 16' (e.d.) John 53' |       | Crooks 23'         | Dignity Health Sports Park, Carson Toeschouwers: 1.718 |

|                 |                    |       |                       |                                                        |
| 14 januari 2005 | Trinidad en Tobago | 1 – 2 | Costa Rica            | Dignity Health Sports Park, Carson Toeschouwers: 2.149 |
| 14 januari 2005 | Jagdeosingh 85'    |       | Chacon 8' Salazar 62' | Dignity Health Sports Park, Carson Toeschouwers: 2.149 |

|                 |        |                             |                  |                                                        |
| 14 januari 2005 | Panama | 0 – 2                       | Verenigde Staten | Dignity Health Sports Park, Carson Toeschouwers: 2.149 |
| 14 januari 2005 |        | Adu 55' (pen.) Peterson 88' |                  | Dignity Health Sports Park, Carson Toeschouwers: 2.149 |

|                 |                              |       |                    |                                                        |
| 16 januari 2005 | Panama                       | 3 – 1 | Trinidad en Tobago | Dignity Health Sports Park, Carson Toeschouwers: 2.705 |
| 16 januari 2005 | Gallardo 12' Salazar 71' 75' |       | Francois 77'       | Dignity Health Sports Park, Carson Toeschouwers: 2.705 |

|                 |            |                        |                  |                                                        |
| 16 januari 2005 | Costa Rica | 0 – 2                  | Verenigde Staten | Dignity Health Sports Park, Carson Toeschouwers: 2.705 |
| 16 januari 2005 |            | Barrett 2' Szetela 37' |                  | Dignity Health Sports Park, Carson Toeschouwers: 2.705 |

## Groep B
| Pos. | Land     | GW | W | G | V | DV | DT | +/− | Ptn. |
| ---- | -------- | -- | - | - | - | -- | -- | --- | ---- |
| 1    | Canada   | 3  | 3 | 0 | 0 | 4  | 1  | +3  | 9    |
| 2    | Honduras | 3  | 2 | 0 | 1 | 6  | 3  | +3  | 6    |
| 3    | Mexico   | 3  | 1 | 0 | 2 | 2  | 4  | –2  | 3    |
| 4    | Jamaica  | 3  | 0 | 0 | 3 | 2  | 6  | –4  | 0    |

|                 |           |       |               |                                                               |
| 26 januari 2005 | Mexico    | 1 – 2 | Canada        | Estadio Francisco Morazán, San Pedro Sula Toeschouwers: 6.002 |
| 26 januari 2005 | Parra 15' |       | Gyaki 27' 39' | Estadio Francisco Morazán, San Pedro Sula Toeschouwers: 6.002 |

|                 |                                    |       |                         |                                                               |
| 26 januari 2005 | Honduras                           | 4 – 2 | Jamaica                 | Estadio Francisco Morazán, San Pedro Sula Toeschouwers: 6.002 |
| 26 januari 2005 | Güity 23' 41' Núñez 45' (pen.) 72' |       | Priestley 55' White 69' | Estadio Francisco Morazán, San Pedro Sula Toeschouwers: 6.002 |

|                 |               |       |         |                                                               |
| 28 januari 2005 | Mexico        | 1 – 0 | Jamaica | Estadio Francisco Morazán, San Pedro Sula Toeschouwers: 8.242 |
| 28 januari 2005 | Hernandez 23' |       |         | Estadio Francisco Morazán, San Pedro Sula Toeschouwers: 8.242 |

|                 |           |       |          |                                                               |
| 28 januari 2005 | Canada    | 1 – 0 | Honduras | Estadio Francisco Morazán, San Pedro Sula Toeschouwers: 8.242 |
| 28 januari 2005 | Gyaki 61' |       |          | Estadio Francisco Morazán, San Pedro Sula Toeschouwers: 8.242 |

|                 |           |       |         |                                                               |
| 30 januari 2005 | Canada    | 1 – 0 | Jamaica | Estadio Francisco Morazán, San Pedro Sula Toeschouwers: 6.069 |
| 30 januari 2005 | Gyaki 74' |       |         | Estadio Francisco Morazán, San Pedro Sula Toeschouwers: 6.069 |

|                 |        |                       |          |                                                               |
| 30 januari 2005 | Mexico | 0 – 2                 | Honduras | Estadio Francisco Morazán, San Pedro Sula Toeschouwers: 6.069 |
| 30 januari 2005 |        | Nolasco 77' Güity 88' |          | Estadio Francisco Morazán, San Pedro Sula Toeschouwers: 6.069 |

1962 · 1964 · 1970 · 1973 · 1974 · 1976 · 1978 · 1980 · 1982 · 1984 · 1986 · 1988 · 1990 · 1992 · 1994 · 1996 · 1998 · 2001 · 2003 · 2005 · 2007 · 2009 · 2011 · 2013 · 2015 · 2017 · 2018 · 2022

Jeugdtoernooi CONCACAF mannen: onder 17 · onder 15

Jeugdtoernooi CONCACAF vrouwen: onder 20 · onder 17 · onder 15